# Pentaceraster regulus
Espèce
Synonymes
- Oreaster alveolatus Livingstone, 1932[2]
- Oreaster australis Lutken, 1871[3] [2]
- Oreaster doederleini Goto, 1914[3] [2]
- Oreaster luetkeni Bell, 1884[3] [2]
- Oreaster regulus Müller & Troschel, 1842[3] [2]
- Pentaceraster australis (Lutken, 1871)[3] [2]
- Pentaceraster cebuana Döderlein, 1936[3] [2]
- Pentaceraster odhneri Döderlein, 1926[3]
- Pentaceraster regulus f. cebuana Doderlein, 1936[3]
- Pentaceros australis (Lutken, 1871)[3] [2]
- Pentaceros luetkeni (Bell, 1884)[3] [2]
- Pentaceros margaritifer Döderlein, 1926[3]
- Pentaceros regulus (Muller & Troschel, 1842)[3] [2]

Pentaceraster regulus est une espèce d'étoiles de mer tropicales de la famille des Oreasteridae.

## Systématique
L'espèce Pentaceraster regulus a été initialement décrite en 1842 par les zoologistes allemands Johannes Peter Müller (1801-1858) et Franz Hermann Troschel (1810-1882) sous le protonyme d’Oreaster regulus,.
Leur description, basée sur un spécimen du Sri Lanka, est succincte : « Corps en forme d’étoile avec de longs bras, plus minces que chez O. clavatus. Mamelons plus petits, non disposés régulièrement. Piquants marginaux longs et pointus. Couleur brun rouge ». 

## Description
C'est une étoile régulière épaisse et charnue, pourvue de cinq bras boudinés mais grossièrement pointus, de section plus ou moins triangulaire (en moyenne deux fois le rayon du disque), et d'un disque central épais et très bombé (presque en pyramide). Son corps est assez rigide et parcouru de lignes de gros tubercules arrondis, durs et en général plus sombres que le reste du corps, donnant un résultat bicolore. Le milieu de chaque bras porte au moins trois rangées de tubercules bien alignés, mais selon l'étude de l'holotype par Koehler seule la rangée carinale dépasse le disque de manière continue (quoiqu'avec un espacement croissant). Il compte également quatre rangées d'aires porifères, les deux internes étant bien délimitées. Les piquants adambulacraires internes sont au nombre de neuf, et ils sont disposés en triangle ; ceux de la deuxièe rangée sont au nombre de trois (puis deux distalement), gros et arrondis, les deux rangées étant séparées par de gros pédicellaires.
Cette étoile peut mesurer jusqu'à une trentaine de centimètres de diamètre.
Cette espèce appartient à un genre extrêmement complexe et mal défini.
De plus, elle semble d'une morphologie très variable (notamment sur la Grande Barrière australienne) et donc difficile à distinguer de ses congénères et possiblement conspécifique avec Pentaceraster alveolatus dans le Pacifique ouest.
Elle est censée avoir des bras plus étroits et moins de tubercules supéro-marginaux (notamment aux aisselles), mais les bras portent en plus une ou deux rangées régulières de proéminences en plus de la rangée carinale de tubercules, quoique seulement sur le disque pour l'holotype. Toutes les supéromarginales sont armées d'un petit piquant selon Koehler, de manière continue, ce qui ferait la différence d'avec P. alveolatus ; les inféromarginales semblent elles aussi toutes armées, mais de piquants bien plus petits (parfois plusieurs aux aisselles). Elle peut avoir de petites plaques intermarginales interstitielles aux aisselles, mais moins prononcées que celles de P. gracilis. 
En Nouvelle-Calédonie, elle est censée être « uniformément rouge foncé », contrairement à P. alveolatus qui serait bicolore. D'après Perrier, se fondant sur un spécimen de Pondichéry, elle serait par rapport à P. alveolatus plus aplatie, avec des bras plus longs, les piquants ambulacraires externes plus massifs et moins aplatis, disposés en une double rangée vers la région moyenne des bras, et des piquants ambulacraires internes au nombre de 9, les médians deux fois plus allongés. Sur la côte est australienne, cette espèce est décrite comme grise et assez uniformément couverte de petits piquants jaunes de taille homogène (avec des rangées carinales pas significativement plus grosses). 
Du fait de la grande variabilité de toutes ces espèces, la ressemblance, notamment avec Pentaceraster alveolatus et Pentaceraster multispinus, rend la détermination in situ extrêmement difficile.

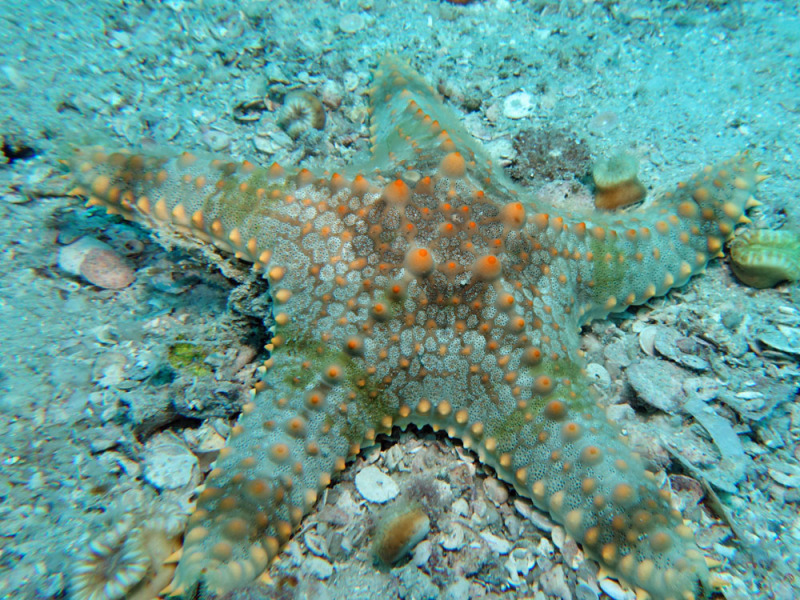
Possible P. regulus d'après l'Australian Museum malgré la tuberculation marginale.
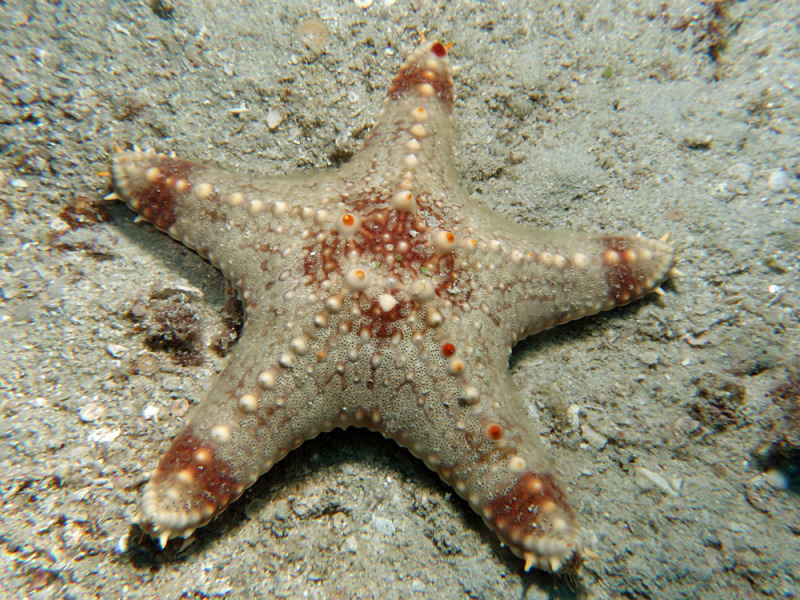
Idem (plus jeune)
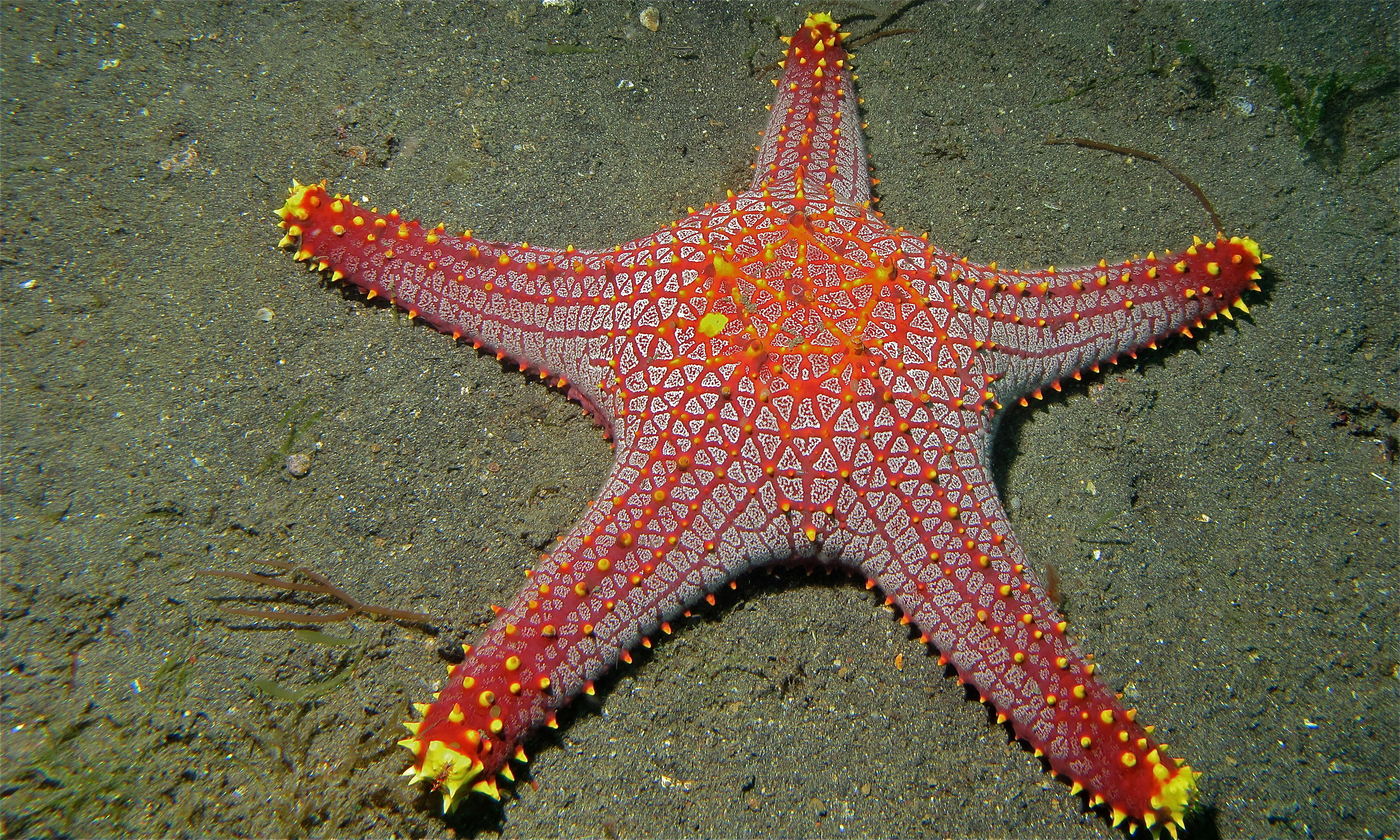
Autre possible P. regulus d'Indonésie, mais toutes ces photos contredisent par exemple les descriptions de Guille, Laboute & Menou 1986.
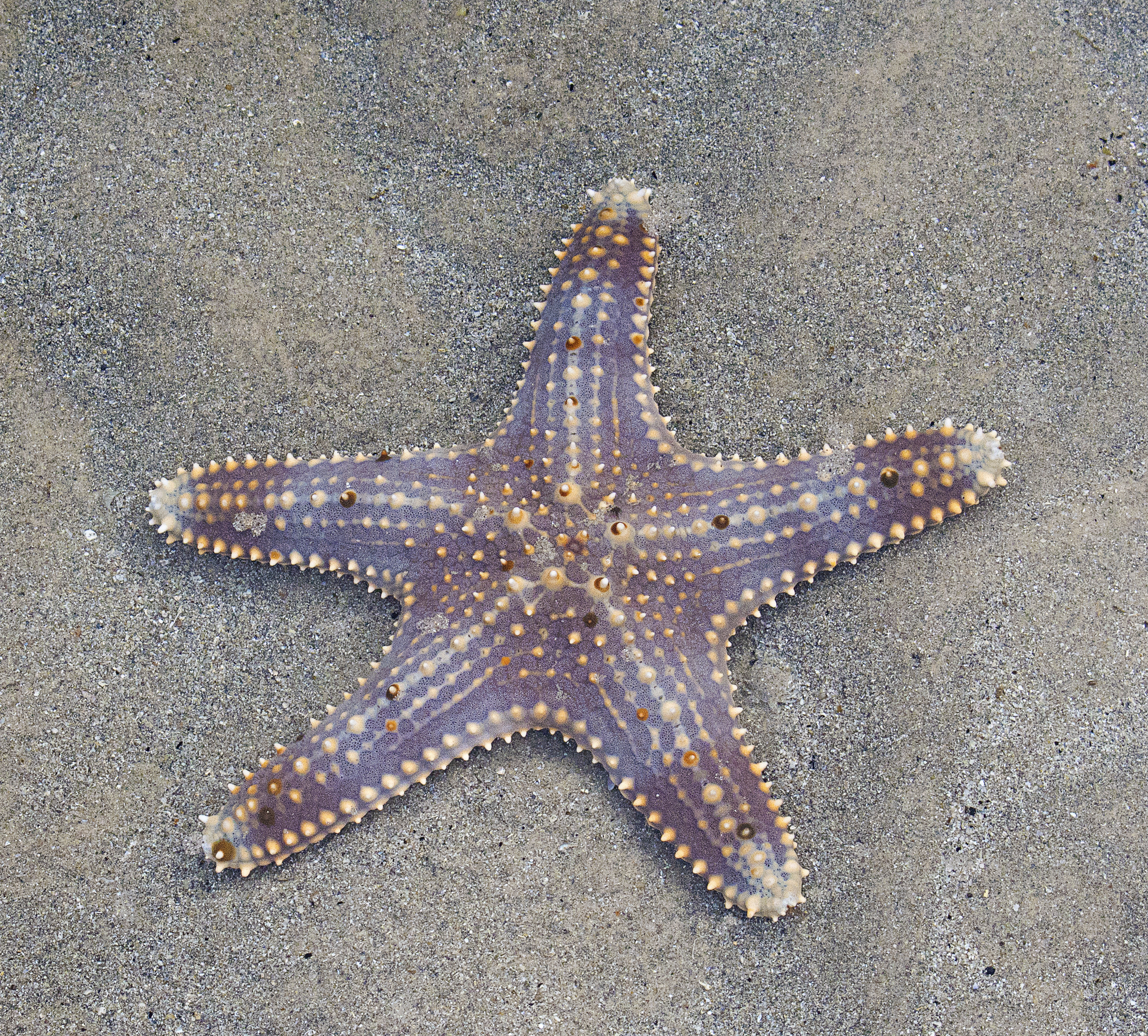
Autre possible P. regulus selon Keable & Mah (mais contradictoire avec les autres descriptions).

## Habitat et répartition
Cette étoile se rencontrerait à faible profondeur (1-25 m) en Indo-Pacifique central de l'Inde à la Nouvelle-Calédonie, avec une extension récente vers le sud sur la côte est australienne. Elle apprécie les plages et herbiers de faible profondeur, ce qui la rend assez visible.
L'holotype probable (illustré en ouverture de cet article) fut récolté en Inde, à Pondichéry.
Certaines études ont étendu le territoire connu de P. regulus, suggérant des confusions possibles avec d'autres espèces proches. Par exemple, Keable et Mah (2021) documentent son extension jusqu’au sud-est de l’Australie (Wallis Lake), ce qui est inhabituel pour une espèce supposée tropicale. Cela soulève des questions sur les critères morphologiques utilisés pour l’identification. Lee & Shin (2009) rapportent P. regulus pour la première fois en Corée, ce qui n’avait jamais été documenté avant. Ce type d’extension géographique soulève la possibilité de confusions avec d’autres espèces du genre ou de crypticité spécifique non encore résolue. Aucune étude génétique n'existe à l'heure actuelle. 

## Publication originale
- (de) Johannes Müller et Franz Hermann Troschel, System der Asteriden, Brunswick, Vieweg Verlag, 1842, 196 p. (OCLC 12181643, LCCN 06022011, DOI 10.5962/BHL.TITLE.11715, lire en ligne).